# Kernit
Kernit – bardzo rzadki minerał boranowy, będący uwodnionym boranem sodu.
Nazwa pochodzi od hrabstwa Kern w Kalifornii, gdzie został odkryty.

## Właściwości
Krystalizuje w układzie jednoskośnym. Rzadko wykształca kryształy grubotabliczkowe, spotykany w formie ziaren ksenomorficznych. Tworzy skupienia zbite, rzadko promieniste i masy płytkowe. Tworzy zbliźniaczenia wg {011}. Jest minerałem kruchym, przezroczystym do półprzezroczystego. Powoli rozpuszczalny w zimnej wodzie, łatwo w gorącej. 

## Występowanie
Występuje w złożach boronośnych oraz w osadach jezior słonych, także w kontynentalnych basenach sedymentacyjnych. Powstaje czasem w wyniku metamorfizmu. Towarzyszą mu colemanit, boraks, uleksyt, realagar, trona, halit, gips i blödyt. Poza Kalifornią występuje na Antarktydzie, w Argentynie, Chinach, Indiach, Turcji i we Włoszech. W Polsce stwierdzony na Górnym Śląsku.